# Ґав-Хане
Ґав-Хане (перс. گاوخانه) — село в Ірані, у дегестані Машгад-е Мікан, в Центральному бахші, шахрестані Ерак остану Марказі. За даними перепису 2006 року, його населення становило 506 осіб, що проживали у складі 124 сімей.

## Клімат
Середня річна температура становить 13,42°C, середня максимальна – 32,54°C, а середня мінімальна – -8,24°C. Середня річна кількість опадів – 281 мм.
| Клімат поселення                              | Клімат поселення | Клімат поселення | Клімат поселення | Клімат поселення | Клімат поселення | Клімат поселення | Клімат поселення | Клімат поселення | Клімат поселення | Клімат поселення | Клімат поселення | Клімат поселення | Клімат поселення |
| Показник                                      | Січ.             | Лют.             | Бер.             | Квіт.            | Трав.            | Черв.            | Лип.             | Серп.            | Вер.             | Жовт.            | Лист.            | Груд.            |                  |
| Середній максимум, °C                         | 7,49             | 10,15            | 15,62            | 20,10            | 24,08            | 30,65            | 32,54            | 31,82            | 27,04            | 21,17            | 14,62            | 8,44             |                  |
| Середня температура, °C                       | −0,37            | 2,28             | 7,76             | 12,25            | 16,20            | 22,80            | 26,63            | 25,91            | 21,12            | 15,26            | 8,71             | 2,52             |                  |
| Середній мінімум, °C                          | −8,24            | −5,59            | −0,11            | 4,37             | 8,34             | 14,93            | 20,70            | 19,99            | 15,20            | 9,34             | 2,79             | −3,39            |                  |
| Норма опадів, мм                              | 40               | 40               | 50               | 34               | 26               | 3                | 1                | 1                | 0                | 12               | 30               | 44               |                  |
| Середньомісячна швидкість вітру, м/с          | 2.19             | 2.09             | 2.75             | 3.29             | 2.86             | 2.60             | 2.62             | 2.50             | 2.28             | 2.29             | 1.72             | 1.96             |                  |
| Середньомісячна сонячна радіація, кДж/м²·день | 9150             | 12619            | 15070            | 18383            | 22351            | 26849            | 25858            | 24117            | 21138            | 15656            | 10956            | 8972             |                  |
| --------------------------------------------- | ---------------- | ---------------- | ---------------- | ---------------- | ---------------- | ---------------- | ---------------- | ---------------- | ---------------- | ---------------- | ---------------- | ---------------- | ---------------- |
| Джерело:                                      |                  |                  |                  |                  |                  |                  |                  |                  |                  |                  |                  |                  |                  |